# Girolamo Genga

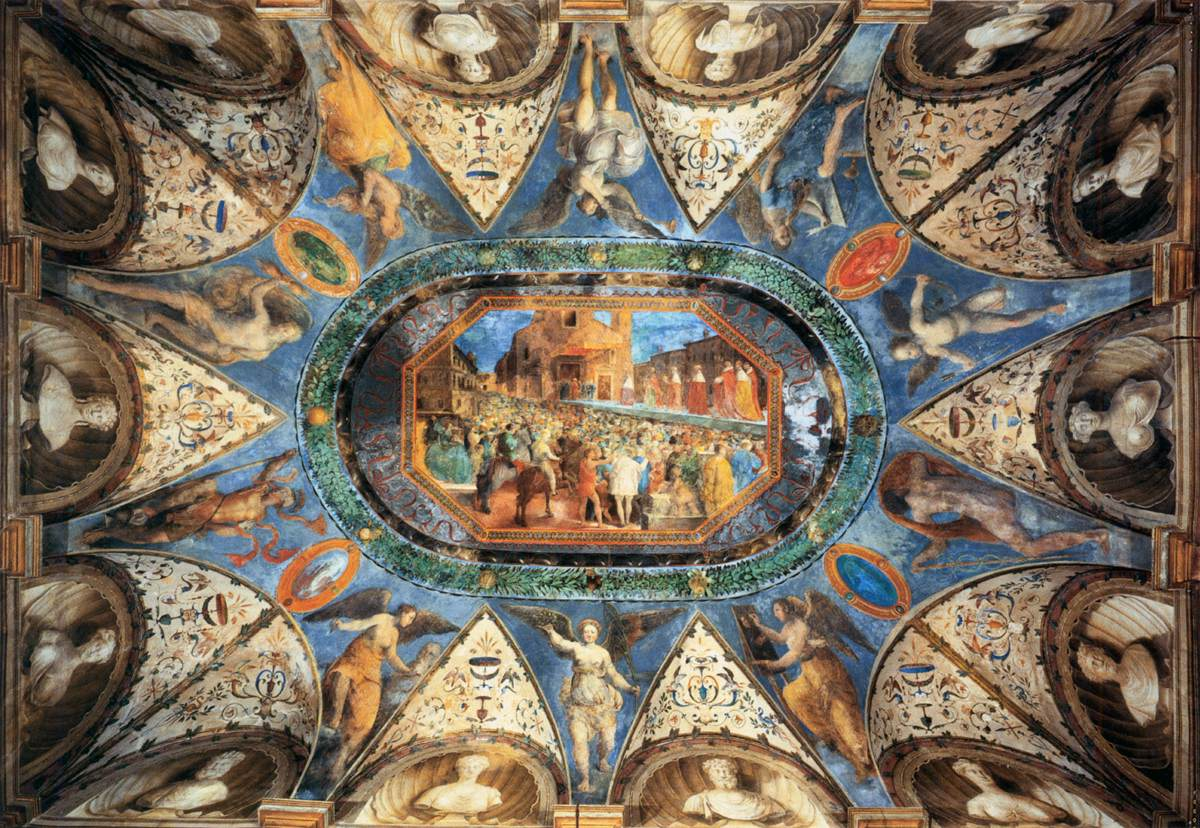
Plafond de la Villa Imperiale.

Girolamo Genga (né à Urbino v. 1476 - mort le 11 juillet 1551 à La Valle, une frazione de la commune de Colbordolo, dans l'actuelle province de Pesaro et Urbino) est un peintre et un architecte de la Renaissance italienne de style maniériste.

## Biographie
Apprenti à Orvieto chez Luca Signorelli à 13 ans, il passe les trois années suivantes chez Le Pérugin, en compagnie de Raphaël.
Il travaille ensuite à Florence et à Sienne (où il décore le Palazzo Petrucci en 1508), avec Timoteo della Vite ; il peint plusieurs compositions pour Pandolfo Petrucci, un homme local influent.
Retourné à Urbino, il est employé par le duc Guidobaldo Ier da Montefeltro pour les décorations de son palais ; il y montre une extraordinaire aptitude pour les ornements de théâtre. 
Il devint à nouveau l'élève de Signorelli quand celui-ci arrive à Urbino en 1494, et collabora aux chantiers de la Sainte Maison de Lorette, Monte Oliveto Maggiore et Orvieto.
Il participe aux décorations des funérailles du duc en 1508 avant de partir pour Rome où il réalise La Résurrection, l'un des chefs-d'œuvre de l'église Sainte-Catherine-de-Sienne.
À Sienne, il connut Sodoma et Beccafumi.
Francesco Maria Ier della Rovere, duc d'Urbino, le rappelle pour son mariage avec Eleonora Gonzaga en 1522, et il devient l'architecte officiel de la cour d'Urbino. 

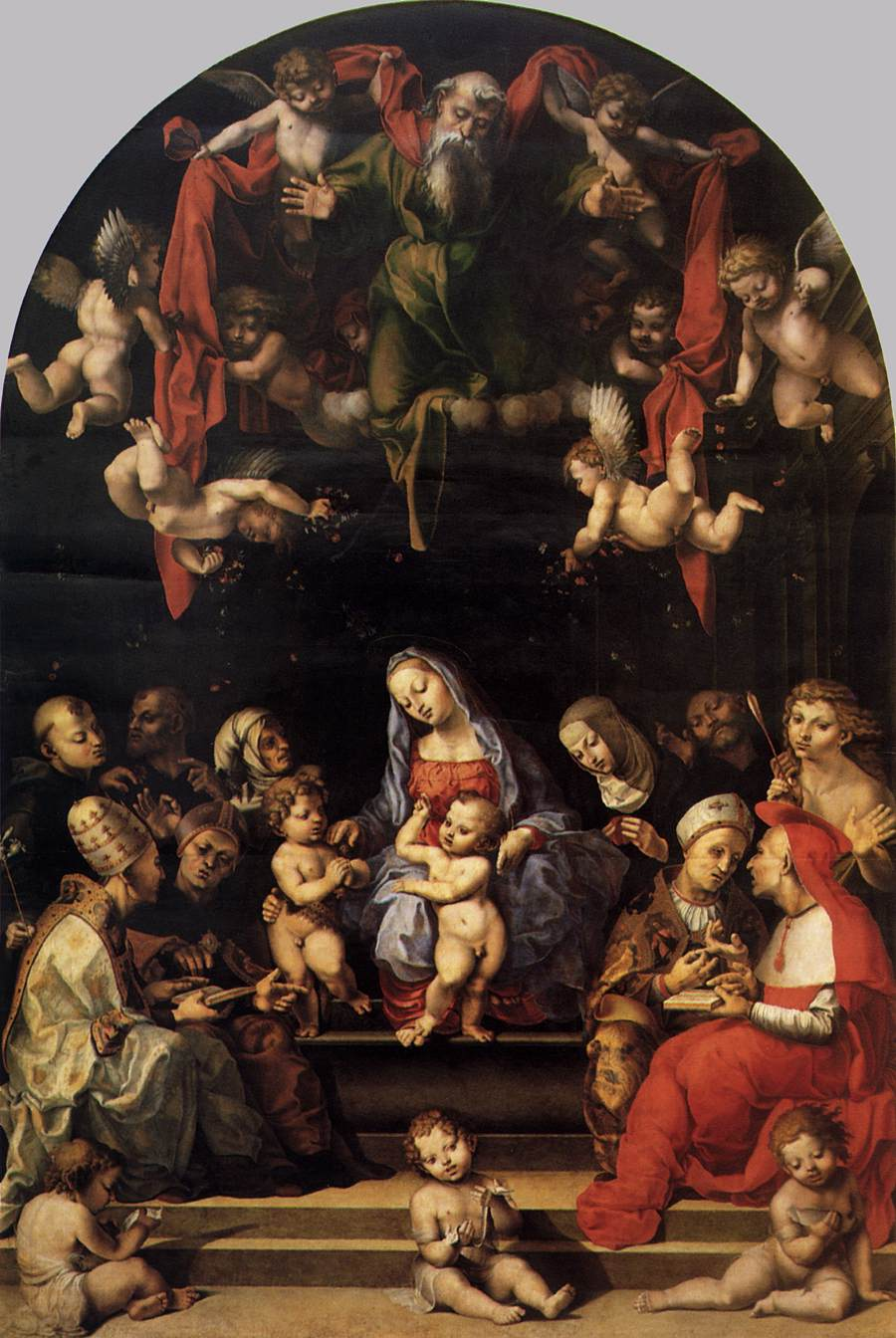
Madone aux enfants et saints, Pinacothèque Brera de Milan

Castiglione cite ses somptueuses décorations de la mise en scène de la Bibbiena’s La Calandria à Urbino, le 6 février 1513.
Son chef-d'œuvre, La Dispute de l'Immaculée Conception, fut réalisé pour Sant'Agostino à Cesena vers 1516-1518. La partie centrale est aujourd'hui à la Pinacothèque de Brera à Milan.
Appelé à Rome par le pape Léon X, élu en 1513 et grand protecteur des arts, Genga suivra ensuite le cardinal Gonzaga à Mantoue. 
Le cardinal est administrateur apostolique de Mantoue de 1511 à 1521 au profit de son neveu Ercole. 
Genga reste quelque temps à Pesaro, et Ercole recouvrant ses biens, à partir de 1523, lui confie la supervision de la restauration de la vieille Villa Impériale au mont Accio.
Genga est aussi un sculpteur et un musicien. Parmi ses élèves figurent : Francesco Menzocchi, Raffaellino del Colle, Agnolo Bronzino, and Dosso Dossi.
Son propre fils Bartolomeo Genga et son gendre Giovanbatista San Marino, deviennent de respectables architectes (cités par Vasari comme lui-même et son père).
Il continue ses dessins après s'être retiré dans sa maison à Urbino et s'intéresse essentiellement à des projets d'architecture.

## Œuvres
Peu nous sont parvenues :
- Triptyque à l'huile (1516-1518), église San Agostino à Cesena :
  - Annonciation, Dieu le père en gloire, la Vierge,
  - La Dispute de l'Immaculée Conception, partie centrale (aujourd'hui à la Pinacothèque de Brera à Milan)
- Le Martyre de saint Sébastien, tempera sur bois, 100 × 83 cm, Musée des Offices, Florence[2]
- La Résurrection, à l'église Sainte-Catherine-de-Sienne de Rome
- Sant'Agostino battezza i catecumeni (1516-1518), Académie Carrara, Bergame
- Fresques à la pinacothèque nationale de Sienne
- Les travaux architecturaux de l'église Saint-Jean-Baptiste de Pesaro
- Le palais de l'évêque à Senigallia
- La façade du dôme de Mantoue
- Les fortifications de Pesaro.

### Liens
- Peintres nés dans les Marches
- Renaissance à Urbino